# Traslación de la muesca
La traslación de la muesca es una técnica de biología molecular que utiliza dos enzimas de restricción para sintetizar ADN.

## Definición
La traslación de la muesca es una técnica en biología molecular que requiere la actividad de dos diferentes enzimas de restricción, desoxirribonucleasa I (ADNasa I) y E.coli ADN polimerasa I. El resultado es un ADN híbrido con una secuencia marcada radiactivamente que puede ser utilizada como sonda en la hibridación in situ fluorescente, para la detección genómica, en las librerías de ADN y en las hibridaciones de Northern blot y Southern blot.

## Etimología
Esta técnica se denomina «traslación de la muesca» porque el ADN es manipulado con ADNsa I para producir una hebra muesca, es decir una hebra cortada.

## Historia
Desde 1970 la radioactividad ha jugado un papel importante en la manipulación de ácidos nucleicos. Por medio del marcaje metabólico, precursores radioactivos fueron introducidos dentro de células que contenían el ADN de interés. Para dichos procedimientos era necesario una purificación laboriosa de los ácidos nucleicos marcados radiactivamente y podía ser aplicada únicamente a una pequeña cantidad de ADN. No fue sino hasta 1977 que Rigby y Paul Berg se ingeniaron la «translación de la muesca» como un método de marcaje radioactivo de ADN con una alta actividad específica in vitro. Sin embargo, años después la «traslación de la muesca» fue desplazada por técnicas que usaban una enzima de restricción. El mayor problema de la «traslación de la muesca» era el balance adecuado de la cantidad de ADNasa I y E.coli ADN polimerasa I. Por esta razón, diversos laboratorios crearon kits (NIK-IT, Worthington Biochemical Inc.) para resolver esta dificultad. Hoy en día, el uso de la «traslación de la muesca» es casi nulo debido al surgimiento de nuevas técnicas.

## Mecanismo
La traslación de la muesca requiere dos enzimas de restricción.

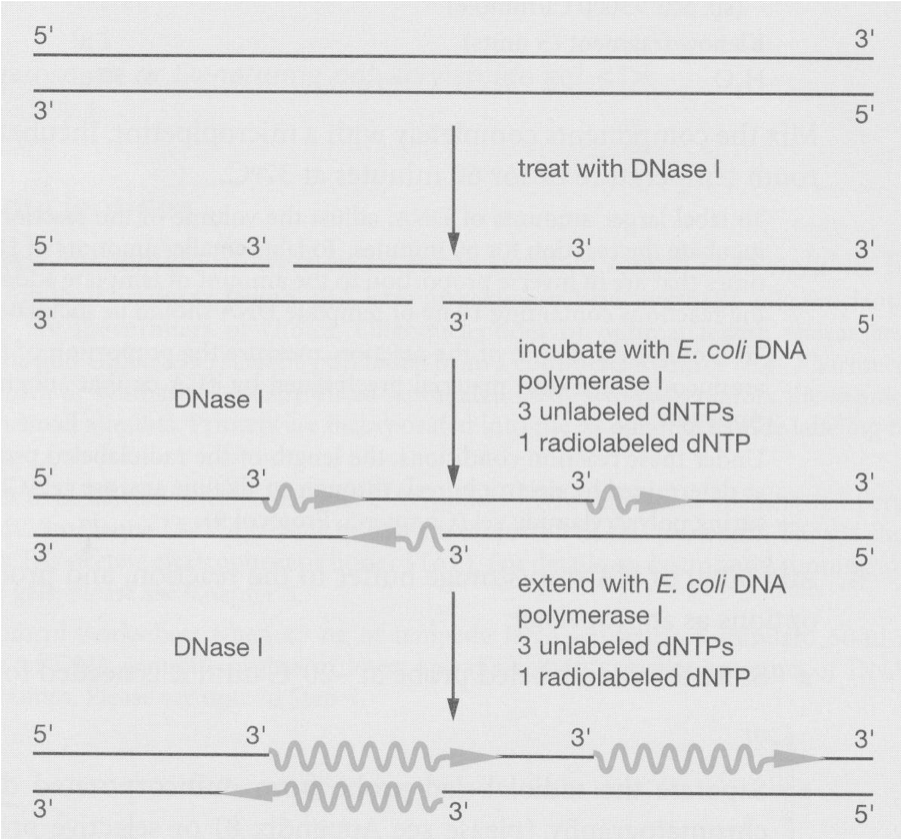
Traslación de la muesca usando ADNasa I y E.coli" ADN polimerasa I

### ADNasa I
Rompe enlaces fosfodiéster en sitios aleatorios de la doble cadena del ADN de interés, dejando extremos hidroxilos 3’ libres para que la E.coli ADN polimerasa I pueda ejercer su función.

### E.coliADN polimerasa I
Agrega desoxirribonucleótidos al extremo hidroxilo 3’. Tiene una actividad exonucleolítica que remueve los nucleótidos del extremo hidroxilo 5’ de la muesca, creando un templado para la síntesis simultánea de la hebra de ADN creciente. La simultánea eliminación de nucleótidos del extremo hidroxilo 5’ y la adición nucleótidos radioactivos en el extremo hidroxilo 3’ da resultado a la traslación de la muesca.

## Optimización de la reacción
La cantidad de marcadores radiactivos incorporados depende del número de extremos hidroxilos 3’ creados por la actividad de la ADNasa I. Un exceso de muescas requiere la máxima adición de marcadores radiactivos pero su producto son fragmentos de ADN muy cortos para ser usados en hibridación. Por su parte, pocas muescas dan un producto de poca especificidad. Es por eso, que es necesario titular cada nueva tanda de ADNasa I para encontrar una concentración que produzca nuevas sondas que cumplan con la actividad específica y la longitud deseada.

El objetivo es establecer empíricamente una concentración de ADNasa I que permita la incorporación de más o menos 40% de [α-³²P]dNTP. Una traslación de la muesca bajo estas condiciones obtiene un producto cuya actividad específica supera 108 cpm/μg y cuyos marcadores radiactivos son entre 400 y 750 nucleótidos en longitud. Esto es necesario para determinar empíricamente la cantidad óptima requerida de enzimas para obtener alta actividad específica y una sonda de longitud apropiada. Esta optimización se lleva a cabo dejando constante la cantidad de E.coli ADN polimerasa I y variando las concentración de ADNasa I.